# Limosina tenebrosa
Limosina tenebrosa är en tvåvingeart som beskrevs av Enrico Adelelmo Brunetti 1924. Limosina tenebrosa ingår i släktet Limosina och familjen hoppflugor. Inga underarter finns listade i Catalogue of Life.